# هنر رمانسک در کاستیا و لئون

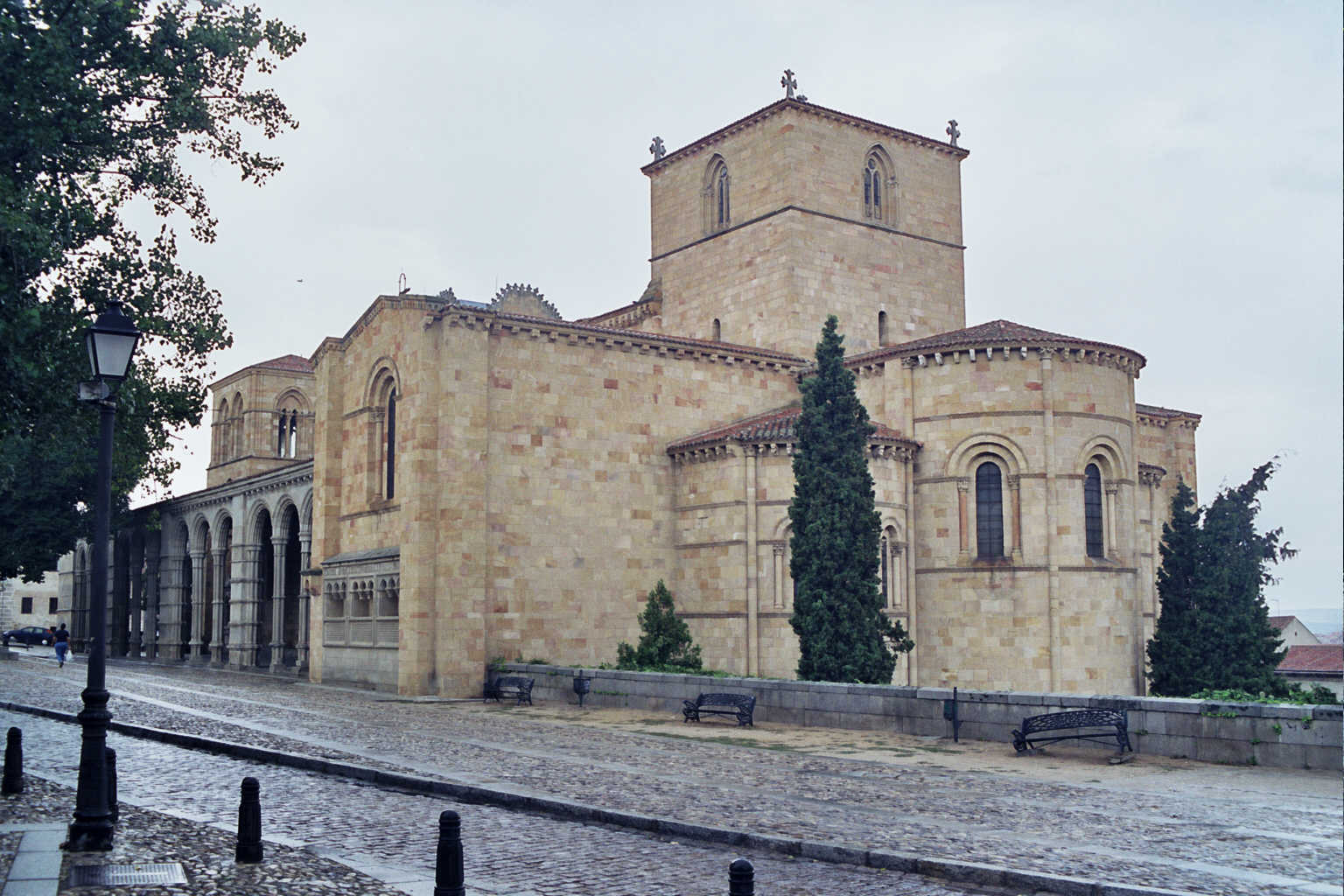
کلیسای سن ویسنته (آویلا)

هنر رمانسک در کاستیل و لئون اساساً با هنر رُمانسک در بقیه شبه جزیره تفاوتی ندارد، اما برخی از ویژگی‌های خاص خود را دارد. اولین تجلیات در زرگری، عاج و اشیاء فلزی با معرفی مضامین و فنون جدید در این ناحیه یافت شد. یک مثال خوب، تابوت سان خوان باوتیستا (یا تابوت عاج‌ها) در کلیسای سن ایزیدورو در لئون است. اولین هنرمندان رمانسک خارجی بودند و به درخواست شاهان به این ناحیه کوچیدند. آنها به زودی در سرزمین‌های کاستیل و لئون ساکن شدند و مکاتبی را ایجاد کردند که در آن صنعتگران محلی آموزش دیده و شروع به خلق آثاری به سبک جدید کردند. معماری بسیار دیرتر از سرزمین‌های کاتالان و آراگون وارد کاستیل و لئون شد و این اتفاق زمانی افتاد که سلسله سانچوی کبیر در این سرزمین‌ها تأسیس شد و پسرش فرناندو جانشین او شد. اولین ساختمان‌ها همچنان تأثیراتی از سنت  اسپانیایی داشتند. در نیمه دوم قرن یازدهم میلادی و در میانه سلطنت فردیناند اول، که پادشاهی لئون با پادشاهی اخیراً ایجاد شده کاستیل متحد شد، ساخت و ساز رومی در کاستیل و لئون تحت انگیزه سلطنت و به ویژه ملکه‌ها و شاهزاده خانم‌ها، آغاز شد. از آن زمان تا قرن سیزدهم، ساخت آثار رُمانسک مرسوم بود.